# Gahaniella californica
Gahaniella californica är en stekelart som beskrevs av Timberlake 1926. Gahaniella californica ingår i släktet Gahaniella och familjen sköldlussteklar.
Artens utbredningsområde är Uruguay. Inga underarter finns listade i Catalogue of Life.